# Little Wategos Beach
Der Little Wategos Beach ist ein Strand am Cape Byron im australischen Bundesstaat New South Wales. Er ist der am weitesten östlich gelegene Strand auf dem australischen Festland.

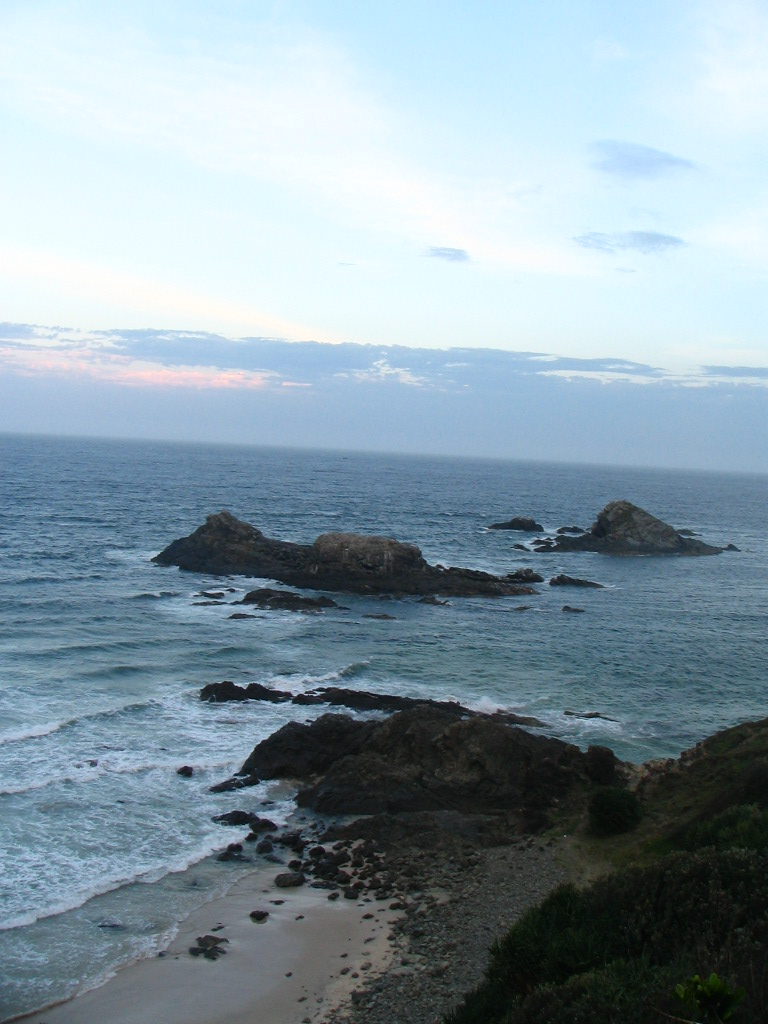
Das Kap mit einem Teil des Strands im Vordergrund

Der Strand auf der Halbinsel Cape Byron liegt etwa anderthalb Kilometer östlich des Ortsrands von Byron Bay. Er befindet sich am Nordrand des Kaps und ist somit der Bayron Bay und nicht dem offenen Meer zugewandt. Rund 500 Meter südlich befindet sich der Leuchtturm Cape Byron Light. Wie der Großteil der Halbinsel ist auch der Strand Teil der Cape Byron State Conservation Area.
Er ist nicht mit Fahrzeugen erreichbar; ein Fußweg zweigt vom Cape Byron Walking Track ab. Am Strand gibt es keine Infrastruktur und auch keine Lebensretter. Fischen in den Felsen am Strand ist erlaubt. Weiter südwestlich liegt der größere Wategos Beach.